# Legge Boncompagni
È nota come legge Boncompagni la legge del 4 ottobre 1848 n. 818 del Regno di Sardegna, emanata da Carlo Alberto grazie ai poteri straordinari conferiti al Re nell'imminenza della prima guerra d'indipendenza.   
La legge prevedeva un controllo governativo delle scuole di ogni ordine e grado: sia statali, sia libere. Inoltre andava anche ad eliminare il nulla osta vescovile per la nomina dei professori.

## Storia
Dagli anni '40 iniziò una presa di coscienza nei confronti dell'istruzione. Giacomo Giovanetti, un avvocato e un politico tra i più rinomati nell'epoca di Carlo Alberto, credeva fortemente nel valore dell'educazione e dell'istruzione. La legge Boncompagni si colloca in seguito ai provvedimenti presi dopo la Restaurazione (1815). A fianco della legge Boncompagni, tra questi provvedimenti possiamo trovare:
- la Regia Lettera del 30 novembre 1847 con cui Carlo Alberto ha istituito il Ministero della pubblica istruzione. Lo scopo era la promozione dell'istruzione oltre che il sostegno agli istituti scolastici.
- la legge Lanza del 22 giugno 1857 che poneva l'attenzione sull'amministrazione scolastica, caricando ulteriormente l'aspetto burocratico.

Ai provvedimenti sopra richiamati seguirà la legge Casati (Regio Decreto n. 3725 del 13 novembre 1859), quest'ultima fu emanata da Vittorio Emanuele II e si trattava di un provvedimento il cui scopo era consolidare le istituzioni scolastiche sabaude.

## Contenuti della Legge
I contenuti della legge Boncompagni possono essere sintetizzati tramite i seguenti punti:
- istruzione pubblica sotto il controllo dello stato:

L'istruzione pubblica era articolata in tre livelli: elementare, secondario e universitario. Il primo livello, quello elementare, era distinto in due bienni: inferiore e superiore, questa distinzione era obbligatoria. Poi vi era il livello secondario, qui si separavano gli studi classici dagli studi di chi intendeva indirizzarsi verso il lavoro (studi tecnici, professionali,..), questi studi erano quindi privi di sbocchi universitari. Infine, vi era il livello universitario il quale godeva di una leggera autonomia.
- istruzione religiosa:

La legge Boncompagni limitava le funzioni dell'istruzione religiosa. Le istituzioni religiose ed ecclesiastiche dovevano avere un'abilitazione statale all'insegnamento, mentre i titoli vescovili non erano validi per l'insegnamento.
- amministrazione scolastica:

La legge designava un'amministrazione scolastica di forma piramidale, dove all'apice vi erano nel rispettivo ordine Ministro e Consiglio superiore della pubblica istruzione. Scendendo verso il basso era possibile trovare una rete di ispettori, consigli, provveditori, che controllavano e dirigevano le scuola del territorio.